# Los cuatro muleros (canción)
«Los cuatro muleros» es una canción popular española.
El poeta y dramaturgo Federico García Lorca la añadió a su Colección de Canciones Populares Españolas junto a Encarnación López "La Argentinita". La pieza ha conocido otras versiones, como la de la soprano Teresa Berganza, entre muchas otras.

## Historia
Catalogada en la base de datos del Patrimonio inmaterial de Andalucía como una canción de arriero de las serranías, y por tanto muy anterior a la irrupción de la copla andaluza desarrollada a partir de 1920, aunque muy asociada a la colección de canciones de la Guerra Civil Española, su melodía sirvió para corear varias coplas milicianas en la Defensa de Madrid.

## La versión de Federico
En 1931, Federico García Lorca y Encarnación López “La Argentinita” se reunieron para grabar cinco discos gramofónicos de pizarra de 25 cm. y 78 revoluciones por minuto (rpm.) con una canción por cada cara, realizadas por la discográfica La Voz de su Amo. Los diez temas elegidos del tesoro de la música tradicional española fueron: «Zorongo gitano», «Los cuatro muleros», «Anda, jaleo», «En el Café de Chinitas», «Las tres hojas», «Los mozos de Monleón», «Los Pelegrinitos», «Nana de Sevilla», «Sevillanas del siglo XVIII» y «Las morillas de Jaén». La parte principal de la interpretación corrió a cargo de “La Argentinita” (voz, castañuelas y zapateado), acompañada por Lorca al piano. Sólo «Anda, jaleo» tuvo además acompañamiento de orquesta.

De los cuatro muleros,

que van al campo,

el de la mula torda,

moreno y alto.

De los cuatro muleros,

que van al agua,

el de la mula torda,

me roba el alma.

De los cuatro muleros,

que van al río,

el de la mula torda,

es mi marío.

A qué buscas la lumbre

la calle arriba

si de tu cara sale

la brasa viva.

## Otras versiones
- La cantante y actriz mexicana Rosa de Castilla la interpretó con acento andaluz en la película Dos corazones y un cielo (1959).
- La cantante española Flor de Córdoba la grabó para RCA Victor en 1963.[8]
- La artista española Paquita Rico la grabó con el título de «El quinto de los cuatro» para Discos Belter en 1966.